# Richard von Hegener
Richard von Hegener, né le 2 septembre 1905 à Sensburg, province de Prusse-Orientale, et mort le 18 septembre 1981 à Hambourg, est un dirigeant de section de la Chancellerie du Führer sous le Troisième Reich, co-responsable de l'organisation du programme « d'euthanasie » des enfants et de l'Aktion T4.

## Biographie
Hegener suit un apprentissage de banquier, travaille comme employé et fonde une teinturerie qui fait rapidement faillite. Il adhère au NSDAP en 1931. Hegener est apparenté à Hans Reiter, le président de l'office du Reich à la santé.
Hegener est au chômage avant d'être employé en 1937, par l'entremise d'un ami, à la Chancellerie du Führer. À l'office des réclamations, il trie le courrier adressé à Hitler et celui adressé pour solliciter des unions entre aryens et Mischlinge.  Il devient en 1939 le secrétaire de Hans Hefelmann, le directeur du bureau IIb.
Au début de l'euthanasie des enfants puis de celle des adultes, nommée après-guerre Aktion T4, Hegener participe à la création de la Commission du Reich pour l'enregistrement scientifique des souffrances héréditaires et congénitales graves, afin d'éviter que la Chancellerie et le Ministère du Reich à l'Intérieur ne soient directement compromis dans ces programmes. Il crée également la Gekrat (Service commun de transport de malades) en réquisitionnant des bus de la Reichspost.
Il déclare plus tard : « On avait tout d'abord considéré la possibilité de tuer les incurables individuellement par injection et overdose de somnifères. Ces processus se révélèrent cependant difficiles à conduire sur le plan technique, selon la plupart des médecins consultés. Il était donc question de tuer simultanément un plus grand nombre de personnes concernées. Après de nombreuses discussions, le chimiste du Reichskriminalpolizeiamt fut entendu, et on décida de construire une salle dédiée dans chaque établissement de soins, à l'emplacement approprié. Cette salle devait ensuite être remplie de monoxyde de carbone. »
Il assiste en janvier 1940 à l'essai de gazage réalisé dans la prison de Brandebourg. Hegener est ensuite responsable de la fourniture du matériel nécessaire à la construction des chambres à gaz dans les centres d'extermination du programme, et fournit également le monoxyde de carbone, de même que le Luminal employé dans le cadre de l'euthanasie des enfants.
Travailleur agricole et menuisier après-guerre, il obtient sous le nom de Richard Wegener une place de cadre au Ministère du commerce et de l'approvisionnement du Mecklembourg.
Hegener est arrêté en 1951 puis condamné par le tribunal de Magdebourg à la détention à perpétuité pour crime contre l'humanité le 20 février 1952. Il est libéré par décision ministérielle en juillet 1956. Il reprend alors contact avec son ancien supérieur, Hefelmann, et est employé, par l'entremise de Dietrich Allers (de) (ancien employé de la centrale T4) à la Deutsche Werft. 
Il témoigne au procès de Franz Hofer, au début des années 1960, ainsi qu'à ceux de Hans Hefelmann en 1964 et August Dietrich Allers en 1968.
Il meurt à Hambourg le 18 septembre 1981.